# Collegio di Lewisham West and East Dulwich
Lewisham West and East Dulwich è un collegio elettorale inglese situato nella Grande Londra, e rappresentato alla Camera dei Comuni del Parlamento del Regno Unito. Elegge un membro del Parlamento con il sistema first-past-the-post, ossia maggioritario a turno unico; l'attuale parlamentare è Ellie Reeves del Partito Laburista, che rappresenta il collegio dal 2024.

## Estensione
Il collegio è costituito dai seguenti ward:
- Forest Hill, Perry Vale e Sydenham, provenienti dal collegio di Lewisham West and Penge;
- Crofton Park proveniente dal collegio di Lewisham Deptford, rinominato Lewisham North;
- East Dulwich (i ward di Dulwich Hill e Goose Green) e Nunhead (il ward di Peckham Rye), provenienti dal collegio di Dulwich and West Norwood e da Camberwell and Peckham, rinominato Peckham.[1]

## Membri del Parlamento
| Elezione | Elezione | Deputato     | Partito   |
| -------- | -------- | ------------ | --------- |
|          | 2024     | Ellie Reeves | Laburista |

## Elezioni

### Elezioni negli anni 2020
| Partito                    | Partito                                      | Candidato                  | Risultati 4 luglio 2024 | Risultati 4 luglio 2024 |
| Partito                    | Partito                                      | Candidato                  | Voti                    | %                       |
| -------------------------- | -------------------------------------------- | -------------------------- | ----------------------- | ----------------------- |
|                            | Laburista                                    | Ellie Reeves               | 27 406                  | 59,05                   |
|                            | Verdi                                        | Callum Fowler              | 9 009                   | 19,41                   |
|                            | Lib Dem                                      | Josh Matthews              | 3 558                   | 7,67                    |
|                            | Conservatore                                 | Christine Wallace          | 3 477                   | 7,49                    |
|                            | Reform UK                                    | Marian Newton              | 2 234                   | 4,81                    |
|                            | Workers                                      | Gwenton Sloley             | 427                     | 0,92                    |
|                            | Popoli Cristiani                             | Katherine Hortense         | 303                     | 0,65                    |
|                            |                                              |                            |                         |                         |
| Iscritti                   | Iscritti                                     | Iscritti                   | 70 099                  | 100,00                  |
| ↳ Votanti (% su iscritti)  | ↳ Votanti (% su iscritti)                    | ↳ Votanti (% su iscritti)  | 46 414                  | 66,21                   |
| ↳ Astenuti (% su iscritti) | ↳ Astenuti (% su iscritti)                   | ↳ Astenuti (% su iscritti) | 23 685                  | 33,79                   |
|                            |                                              |                            |                         |                         |
|                            | Esito: collegio a Laburista (nuovo collegio) |                            |                         |                         |